# Proconsulidae

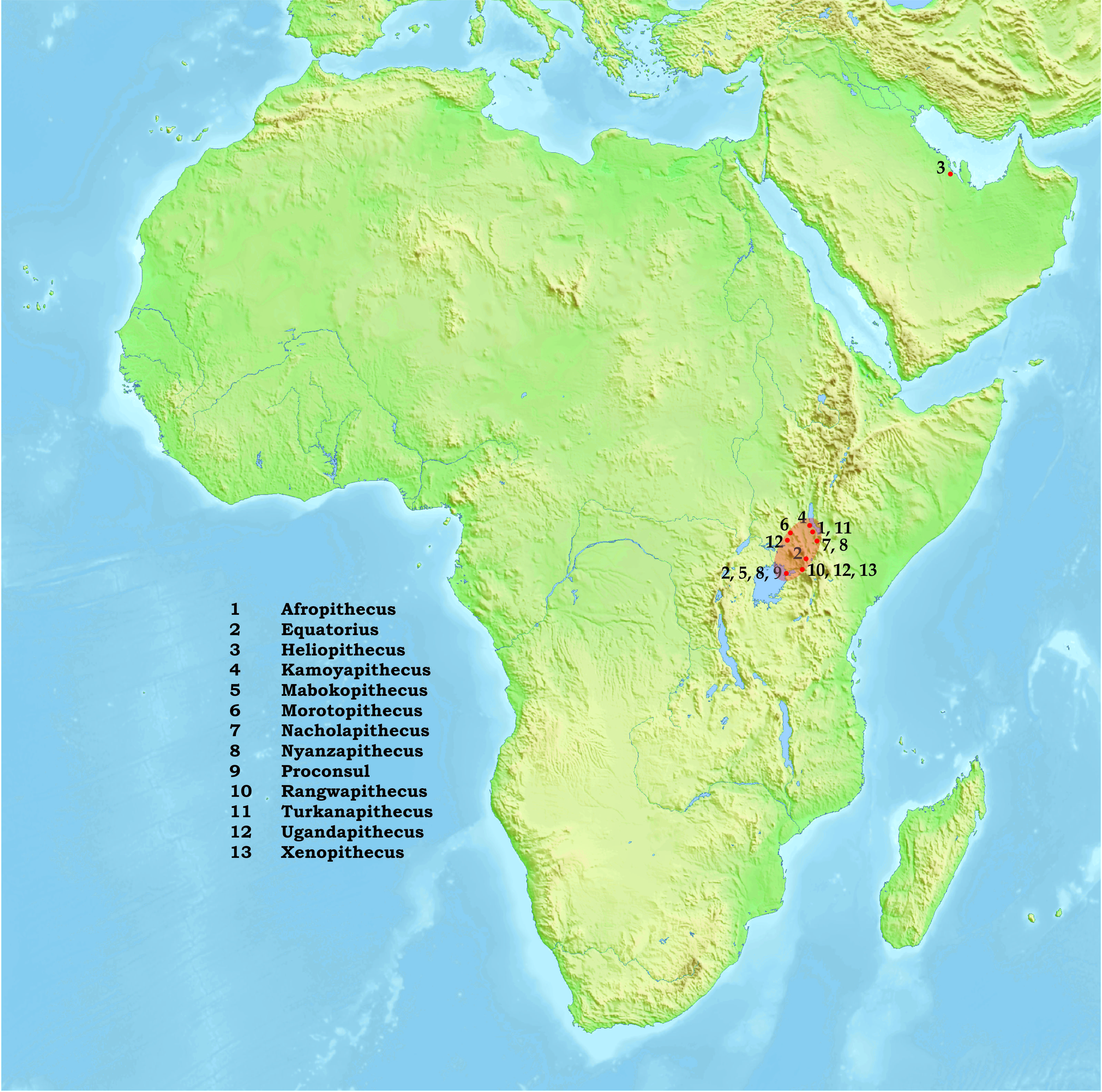
Výskyt čeledi Proconsulidae

Proconsulidae je čeleď vyhynulých úzkonosých primátů. Její zástupci obývali během časného a středního miocénu oblast východní Afriky (Uganda, Keňa).

## Popis
Zástupci čeledi Proconsulidae byli stromoví tvorové, kteří se ve větvích pohybovali po všech čtyřech končetinách. Byli však již schopní velmi silného úchopu větví. Dosahovali různých tělesných rozměrů v rozsahu zhruba 10 – 90 kg. Výrazný pohlavní dimorfismus se projevoval ve velikosti těla i v tom, že samci měli výraznější špičáky.
Na dochovaných kosterních ostatcích lze pozorovat pestrou směs opičích a lidoopích znaků. Nejvýraznějším rysem, který je řadí do blízkosti moderních hominoidů, je chybějící ocas.

## Taxonomie
Čeleď Proconsulidae je většinou badatelů řazena mezi hominoidy jako primitivnější sesterská skupina dnešních gibonovitých (Hylobatidae) a hominidů (Hominidae). Menší část odborníků vyděluje proconsulidy mimo hominoidy a řadí je do samostatné nadčeledi Proconsuloidea. Všichni se však více méně shodují, že proconsulidé stáli v evoluci velmi blízko vydělení nadčeledi Hominoidea, ať už tomuto bodu těsně předcházeli nebo již patřili mezi nejstarší zástupce hominoidů. Proconsulidé jsou dobrým příkladem, jak asi mohl vypadat poslední společný předek všech moderních hominoidů.
Dosud nepanuje jednota ohledně fylogeneze a taxonomie čeledi Proconsulidae. Mnohé rody, doložené často jen několika drobnými fragmenty kostí, jsou různými autory řazeny do odlišných čeledí. S přibývajícími nálezy se proto jejich klasifikace bude velmi pravděpodobně i nadále měnit.
Zvláštní postavení má zejména podčeleď Afropithecinae, kterou představují druhy, v mnohém již podobné mladším hominidům. Oproti ostatním proconsulidům mají silnější čelisti i větší vrstvu skloviny na stoličkách a zároveň nesou znaky, které naznačují drobné změny lokomoce. Tyto adaptace velmi pravděpodobně souvisí s postupným vysušováním klimatu během miocénu a ústupem hustých tropických lesů. Tomu odpovídá i nutná konzumace tužší stravy a změna pohybu, zejména častější pobyt přímo na zemi.
Následující členění publikoval Terry Harrison v roce 2010:
- Proconsulidae Leakey, 1963
  - Afropithecinae Andrews, 1992
    - Afropithecus Leakey – Leakey, 1986
      - Afropithecus turkanensis Leakey – Leakey, 1986

    - Equatorius Ward et al. 1999
      - Equatorius africanus Le Gros Clark and Leakey, 1950

    - Heliopithecus Andrews – Martin, 1987
      - Heliopithecus leakeyi Andrews – Martin, 1987

    - Nacholapithecus Ishida et al. 1999
      - Nacholapithecus kerioi Ishida et al. 1999

  - Proconsulinae Leakey, 1963
    - Proconsul Hopwood, 1933
      - Proconsul africanus Hopwood, 1933
      - Proconsul heseloni Walker et al., 1993
      - Proconsul major Le Gros Clark – Leakey, 1950
      - Proconsul nyanzae Le Gros Clark – Leakey, 1950
      - Proconsul gitongai Pickford – Kunimatsu, 2005

  - Nyanzapithecinae Harrison, 2002
    - Mabokopithecus Von Koenigswald, 1969
      - Mabokopithecus clarki Von Koenigswald, 1969

    - Nyanzapithecus Harrison, 1986
      - Nyanzapithecus harrisoni Kunimatsu, 1997
      - Nyanzapithecus pickfordi Harrison, 1986
      - Nyanzapithecus vancouveringorum Andrews, 1974

    - Rangwapithecus Andrews, 1974
      - Rangwapithecus gordoni Andrews, 1974

    - Turkanapithecus Leakey – Leakey, 1986
      - Turkanapithecus kalakolensis Leakey – Leakey, 1986

    - Xenopithecus Hopwood, 1933
      - Xenopithecus koruensis Hopwood, 1933

Bývá též rozlišován rod Ugandapithecus s několika druhy:
- Ugandapithecus Senut et al., 2000